# Eddie (banda)
Eddie é uma banda de rock and roll brasileira fundada em 1989 em Olinda, Pernambuco, sendo hoje, composta por Fábio Trummer, Alexandre Urêa, Andret Oliveira, Rob Meira e Kiko Meira.
É conhecida por misturar gêneros musicais brasileiros como o frevo, o samba com ritmos internacionais, como o rock, o reggae e a música eletrônica, sendo considerada um dos principais grupos responsáveis pela renovação do frevo, ritmo musical surgido no fim do século XIX, consagrado Patrimônio Imaterial da Humanidade pela UNESCO.

## Discografia
- Sonic Mambo (1998)
- Original Olinda Style (2002)
- Metropolitano (2006)
- Carnaval do Inferno (2008)
- Veraneio (2011)
- 25 Anos ¡1989.2014! (2014)
- Morte e Vida (2015)[4][5]
- Mundo Engano (2018)
- Atiça (2020)
- Demos tape - 1989/1986 (2022)
- Carnaval Chanson (2023)

## Integrantes
- Fábio Trummer (guitarras e voz)
- Alexandre Urêa (percussão e voz)
- Andret Oliveira (trompetes, teclados e samplers)
- Rob Meira (baixo)
- Kiko Meira (bateria)